# Stora Gräsbergstjärnen, Hälsingland
Stora Gräsbergstjärnen är en sjö i Bollnäs kommun i Hälsingland och ingår i Testeboåns huvudavrinningsområde.